# Třída Boxer
Třída Boxer (jinak též třída LST(1) či třída LST Mk.1) byla třída tankových výsadkových lodí britského královského námořnictva z éry druhé světové války. Celkem byly postaveny tři jednotky této třídy. Ve službě byly v letech 1943–1973. Zahraničním uživatelem třídy bylo Nizozemsko. Byly to první nově postavené tankové výsadkové lodě (předcházela jim experimentální třída přestavěných tankerů typu Maracaibo).

## Stavba
Britská loděnice Harland & Wolff v Belfastu celkem postavila tři jednotky této třídy. Do služby byly přijaty roku 1943. Přestože tato třída posloužila pro vyzkoušení konceptu tankových výsadkových lodí, kvůli složité konstrukci a malé kapacitě britských loděnic, byla další stavba tankových výsadkových lodí přesunuta do USA, kde bylo postaveno více než tisíc plavidel tříd LST-1, LST-491 a LST-542.
Jednotky třídy Boxer:
| Jméno               | Založení kýlu | Spuštěna | Vstup do služby | Osud                                                               |
| ------------------- | ------------- | -------- | --------------- | ------------------------------------------------------------------ |
| HMS Boxer (F121)    |               | 1942     | květen 1943     | Vyřazena 1944.                                                     |
| HMS Bruizer (F127)  |               | 1942     | březen 1943     | Vyřazena 1947.                                                     |
| HMS Thruster (F131) | 1941          | 1942     | leden 1943      | Roku 1947 získána Nizozemskem jako Pelikaan (A830), vyřazena 1973. |

## Konstrukce

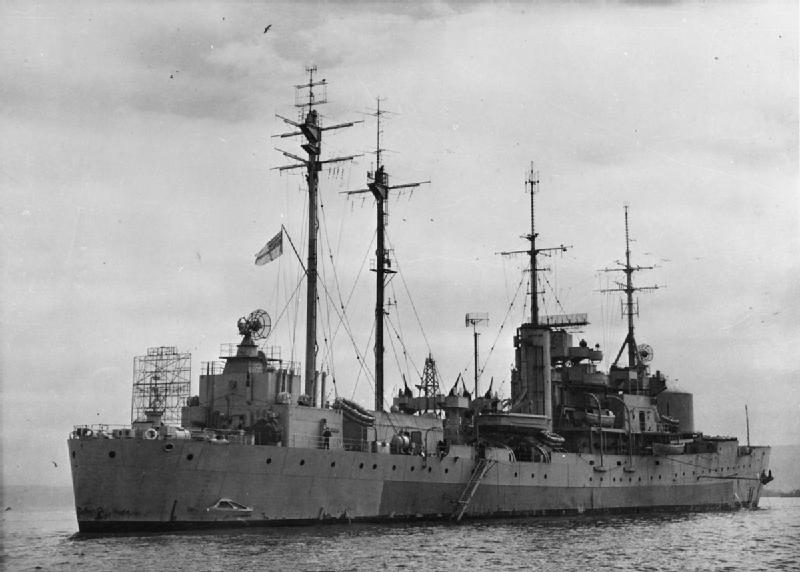
HMS Boxer

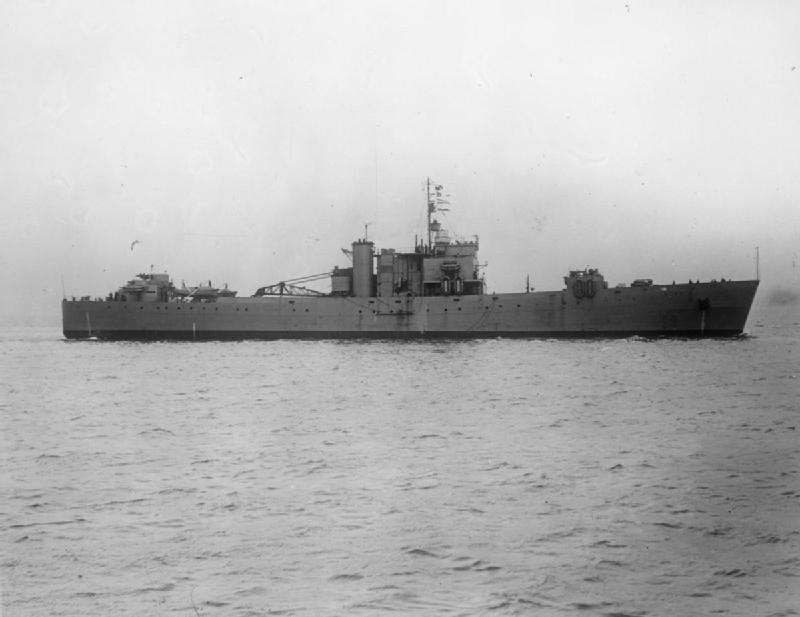
HMS Bruiser

Výsadek plavidlo opouštěl pomocí příďové rampy. Přepravováno bylo až 20 tanků a 193 vojáků. Výzbroj tvořilo dvanáct 20mm kanónů a dva 107mm minomety. Pohonný systém tvořily dva kotle a dvě parní turbíny o výkonu 7000 hp, pohánějící dva lodní šrouby. Nejvyšší rychlost dosahovala 16,25 uzlu.